# Romosozumab
Le romosozumab, vendu sous le nom de marque Evenity®, est un anticorps monoclonal administré par injection sous-cutanée pour traiter l'ostéoporose qui diminue le risque de fractures de la colonne vertébrale. C'est un inhibiteur de la sclérostine, augmentant la formation osseuse et réduisant la dégradation osseuse. Il est toutefois classé par la revue Prescrire dans sa liste de « médicaments autorisés plus dangereux qu'utiles ».

## Histoire
Le médicament a reçu son autorisation de mise sur le marché en 2019, en janvier pour le Japon, en avril aux États-Unis, et en décembre en Europe. Aux États-Unis, il est commercialisé environ 2 050 dollars par mois en 2021.  Pour le Royaume-Uni et le Canada, les coûts pour la NHS sont de respectivement environ 430 livres et 680 dollars canadiens,.

## Effets secondaires
Les effets secondaires de ce médicament  comprennent des maux de tête, des douleurs articulaires ou des réactions allergiques. Il peut augmenter le risque de crises cardiaques et d’accidents vasculaires cérébraux, et ce plus que d’autres agents similaires;, d’autres effets secondaires peuvent inclure un faible taux de calcium .